# Calolampra candidula
Calolampra candidula är en kackerlacksart som beskrevs av Shaw 1925. Calolampra candidula ingår i släktet Calolampra och familjen jättekackerlackor. Inga underarter finns listade.